# Nazionale maschile di beach soccer dell'India
La nazionale di beach soccer dell'India rappresenta l’India nelle competizioni internazionali di beach soccer.
La squadra risulta ora inattiva.